# Škapular
Škapular (lat. scapulae) u srednjem vijeku bio je posebni dio gornje kratke odjeće, bez rukava, otvoren s obje strane, koji je osim ramena pokrivao sprijeda prsa, a straga leđa sve do slabina. Ime je škapular dobio od latinskog naziva za rame, »scapula« jer se nosio preko ramena.
Danas škapular čini dio redovničkog odijela (habita) u nekim redovima u Katoličkoj Crkvi, kao što su karmelićani, dominikanci, benediktinci, cisterciti, trapisti, kartuzijanci.
U novije vrijeme škapular što ga kao znak zaštite nose vjernici laici smanjen je na simbolične dimenzije. Poznat je škapular Gospe Karmelske Tradicionalni oblik takvog škapulara su dva komadića smeđeg platna (sukna), spojenih u jedno dvjema vrpcama. Na škapularu je pisalo: »Tko uvijek nosi ovaj škapular neće nikada patiti u vječnom životu«. Vjeruje se da se kad god se poljubi škapular nositelju potvrđuje ta povlastica.

## Karmelski škapular
Upadi Saracena u Svetu zemlju oko 1300. prisilili su karmelićane na preseljavanje u Europu. Selidbe su za posljedicu imale napuštanje pustinjaštva i utemeljenje tridesetak prosjačkih redova na europskom tlu. Lionski sabor prihvatio je odluku o sekularizaciji 22 prosjačka reda, dok su karmelićani, s određenim vremenskim odmakom, priznati kao crkveni red. U trenutcima borbe za opstanak Reda tijekom njegova prijelaza s pustinjaštva na prosjaštvo i samog pitanja odobrenja, Šimun Stock zatražio je od zaštitnice Reda, Blažene Djevice Marije, zagovor za Crkveno priznanje reda. Prema predaji je 16. srpnja 1251. imao viđenje Marije, koja mu je predala škapular uz poruku:
»Primi, moj ljubljeni sine, škapular svojega Reda: on je posebni milosni znak, koji sam izmolila za tebe i djecu gore Karmelske. Tko u tom odijelu umre, neće vidjeti ognja vječnoga. Vidi, to je znak spasenja, zaštita u pogibeljima, zalog mira i vječnog saveza sa mnom.«

Pobožnost se ubrzo proširila Europom, a njezino je širenje bilo obilježeno osnivanjem laičkih »škapularskih bratovština«, koje su do danas ostale sastavnim dijelom karmelićanskih redovničkih zajednica. Papa Pio X. dopustio je članovima škapularskih bratovština nošenje »škapularskih medaljica« mjesto smeđeg suknenog škapulara, koje s jedne strane imaju lik Srca Isusova, a na drugoj Marijinu sliku. Važnost škapulara u karmelskoj pobožnost utvrdila se tijekom stoljeća toliko da se glavna svetkovina reda, Gospa Karmelska, nerijetko naziva Škapularevo, dok je u nekim redovničkim zajednicama (kongregacijama) škapularska medaljica oznaka pripadništva. Svrha i značenje škapulara u karmelskoj pobožnosti jest posveta Mariji prema Crkvenom načelu »Per Mariam ad Jesum« (Po Mariji k Isusu). Prema kazivanju vidioca, Marija se u Lourdesu i Fatimi ukazala zaogrnuta smeđim škapularom. Papa Pio XII. u svom pismu od 11. veljače 1950. potiče na nošenje škapulara kao oblika posvete Prečistom Srcu Marijinu, kao što je to činio i njegov prethodnik Pavao VI.:
»Sveti Škapular, kao odjeća Blažene Djevice Marije doista je znak i jamstvo njezine zaštite. Ipak, ne smiju misliti koji to sveto odijelo nose, da će lako postići svoj spas. Apostol naime upozorava: sa strahom i drhtanjem nastojte da postignete svoje spasenje. (Fil 2,12)«

Iako nije potvrđena povijesna utemeljenost tzv. »subotnje povlastice« (Bolla Sabatina), pod kojom se razumije obećanje što je papa Ivan XXII. dobio za Gospina ukazanja 3. ožujka 1322. u Avignonu, a koje glasi: 
»Tko umre odjeven u škapular, a očuva u svom životu stalešku čistoću, bit će u jednu od prvih subota nakon smrti (tj. što prije) oslobođen iz čistilišta.«
Crkveni nauk ne umanjuje vrijednost škapulara i subotnje povlastice jer se isti temelje na sakramentalnom nauku Crkve. I škapular i subotnja povlastica više puta su Crkveno priznati i preporučeni te oboje imaju naslov blagoslovine (sakramentalije). Papa Pavao V. odobrio je izdavanjem posebnog dekreta 1613. valjanost subotnje povlastice pod uvjetom ispravnog pristupa pobožnosti, prema Crkvenom nauku o blagoslovinama (KKC 1670 i Sacrosanctum concilium, točka 60.).

## Vanjske poveznice
- Karmelski škapular, Zagreb, 1998.  Arhivirana inačica izvorne stranice od 26. svibnja 2015. (Wayback Machine)